# Lindenstraße 9 (Arnshausen)

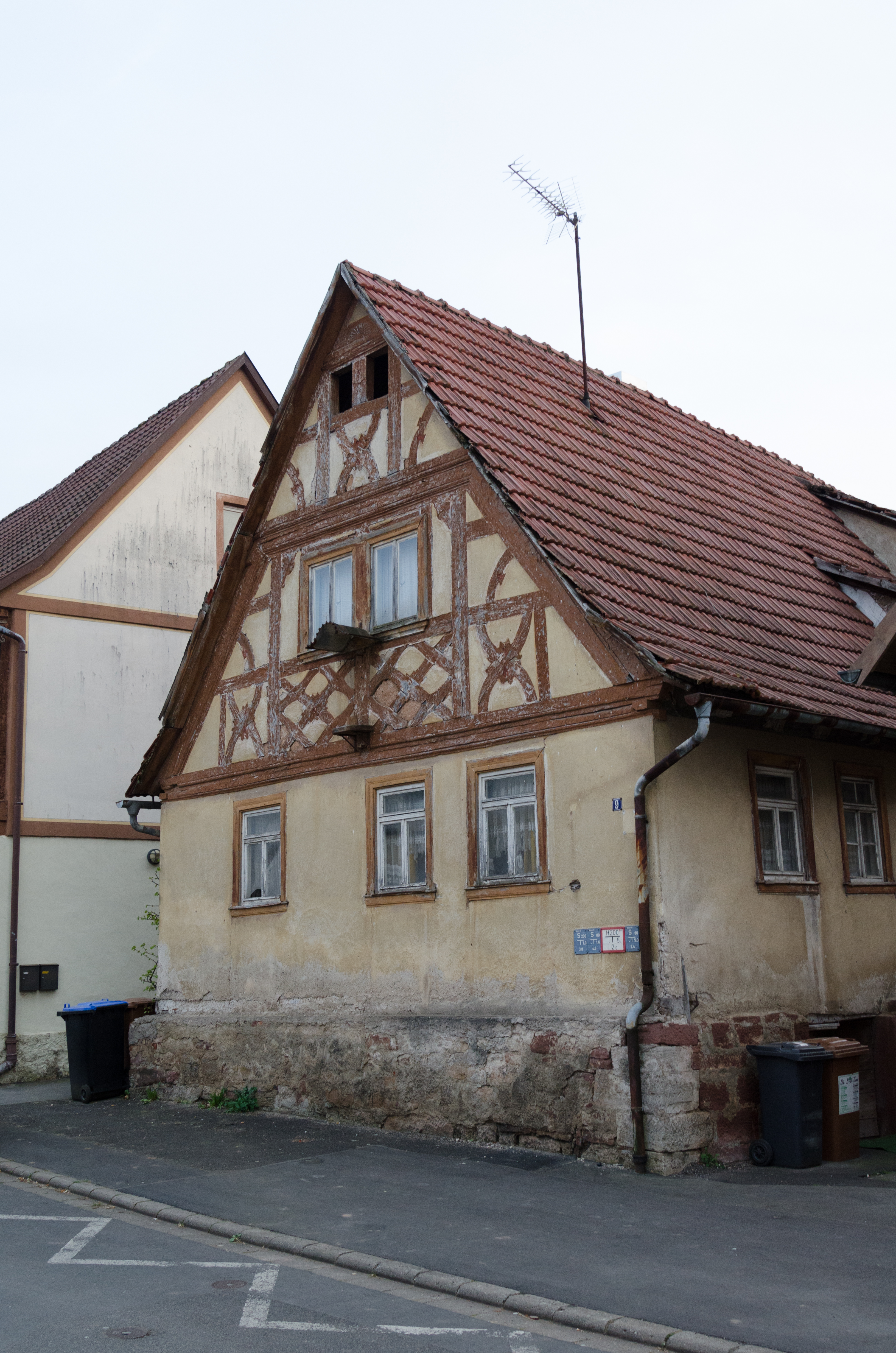
Lindenstraße 9 in Arnshausen

Das Anwesen Lindenstraße 9 in Arnshausen, einem Stadtteil von Bad Kissingen, der Großen Kreisstadt des unterfränkischen Landkreises Bad Kissingen gehört zu den Bad Kissinger Baudenkmälern und ist unter der Nummer D-6-72-114-155 in der Bayerischen Denkmalliste registriert.

## Geschichte
Das Wohngebäude entstand im 18. Jahrhundert als eingeschossiger Fachwerkbau mit massivem Sockel und Satteldach. Der Giebel ist – umfangreicher als beispielsweise das Anwesen Lindenstraße 17 – mit reichen Zierformen fränkischen Fachwerks in Form von geschwungenen Andreaskreuzen, durchkreuzten Rauten, genasten Bügen, beschnitzten Kopfknaggen und einem Sonnenrad über der Speicheröffnung des obersten Giebeldreiecks ausgestattet.